# Петке, Майк
Майк Петке (англ. Mike Petke; 30 января 1976, Бохимия, Нью-Йорк, США) — американский футболист, выступавший на позиции защитника, и футбольный тренер.

## Карьера игрока

### Студенческий футбол
Во время обучения в Университете штата Южного Коннектикута в 1994—1997 годах Петке играл за университетскую футбольную команду. В 1995 году помог «Саут Коннектикут Стейт Аулз» выиграть чемпионат второго дивизиона Национальной ассоциации студенческого спорта. Дважды, в 1996 и 1997 годах, включался в первую всеамериканскую символическую сборную. В 1997 году был назван игроком года в Конференции университетов Новой Англии. В 1996 и 1997 годах назывался защитником года в Конференции университетов Новой Англии. В 1994 году был назван новичком года в Конференции университетов Новой Англии.

### Клубная карьера
На университетском драфте MLS 1998 Петке был выбран в первом раунде под восьмым номером клубом «Метростарз». Его профессиональный дебют состоялся 17 апреля 1998 года в матче против «Чикаго Файр», в котором он вышел в стартовом составе. 24 июня 1998 года в матче против «Нью-Инглэнд Революшн» забил свой первый гол в карьере.
31 декабря 2000 года контракт Петке истекал и после завершения сезона он отправился на однонедельный просмотр в «Баварию Мюнхен». От мюнхенцев предложения не последовало, американцем заинтересовался другой клуб германской Бундеслиги — «Кайзерслаутерн». Однако, Петке решил остаться в «Метростарз» — 24 января 2001 года подписал новый четырёхлетний контракт.
Трижды подряд — в сезонах 2000, 2001 и 2002 — участвовал в Матче всех звёзд MLS.
В декабре 2002 года Петке вместе с пятым пиком супердрафта MLS 2003 и распределительными средствами был обменян в «Ди Си Юнайтед» на Эдди Поупа, Хайме Морено и Ричи Уильямса. 12 апреля 2003 года в матче стартового тура сезона против «Канзас-Сити Уизардс» стал автором первого гола вашингтонцев. В сезоне 2004 с «Ди Си Юнайтед» выиграл Кубок MLS.
23 мая 2005 года Петке был обменян в «Колорадо Рэпидз» на Криса Хендерсона. За денверский клуб дебютировал 25 мая 2005 года в матче против «Сан-Хосе Эртквейкс». 26 августа 2007 года в матче против «Лос-Анджелес Гэлакси» забил свой первый гол за «Колорадо Рэпидз». В сезоне 2008, пропустив первую половину из-за травмы, сыграл лишь в 11 матчах. 26 ноября 2008 года «Колорадо Рэпидз» отчислил Петке.
После отчисления Петке вернулся в свой первый клуб — «Нью-Йорк Ред Буллз», бывший «Метростарз». 21 января 2009 года защитник подписал с клубом трёхлетний контракт. 20 мая 2010 года, против «Коламбус Крю», провёл свой 300-й матч в MLS. По окончании сезона 2010 Петке завершил карьеру футболиста.

### Международная карьера
В 1995 году Петке был капитаном сборной США до 21 года и в составе сборной студентов США участвовал во Всемирных университетских играх в Японии.
Петке имеет в своём активе два матча за главную сборную США, оба товарищеские — со сборной Эквадора, состоявшийся 7 июня 2001 года, и со сборной Уэльса, состоявшийся 26 мая 2003 года.

## Тренерская карьера
После завершения игровой карьеры Петке остался в «Нью-Йорк Ред Буллз», совмещая должности менеджера по бизнес-операциям и ассистента главного тренера. 9 ноября 2012 года на него было возложено исполнение обязанностей главного тренера, после того как «Ред Буллз» объявил, что контракт с Хансом Бакке не будет продлён. 24 января 2013 года Петке был назначен главным тренером на постоянной основе. В сезоне 2013 привёл «Нью-Йорк Ред Буллз» к его первому крупному трофею — Supporters’ Shield, вручаемому победителю регулярного чемпионата MLS, и номинировался на премию тренера года в MLS. 12 марта 2014 года подписал новый контракт с клубом. В сезоне 2014 «Нью-Йорк Ред Буллз» вновь пробился в плей-офф и дошёл там до финала Восточной конференции, где уступил «Нью-Инглэнд Революшн». Несмотря на это, 7 января 2015 года Петке был уволен. Его увольнение вызвало бурю негодования среди болельщиков «Ред Буллз».
После ухода из «Нью-Йорк Ред Буллз» Петке был футбольным комментатором на телеканалах ONE World Sports и ESPN, а также работал директором по коучингу Юношеской футбольной ассоциации штата Нью-Джерси.
22 декабря 2016 года Петке был нанят главным тренером клуба USL «Реал Монаркс», фарм-клуба клуба MLS «Реал Солт-Лейк». 29 марта 2017 года Петке был назначен главным тренером «Реал Солт-Лейк». 26 октября 2017 года подписал новый трёхлетний контракт с клубом. 24 июля 2019 года в матче Кубка лиг против «Тигрес УАНЛ» Петке неоднократно оскорблял судей с использованием гомофобной лексики, за что комиссионер MLS Дон Гарбер отстранил его на три матча и оштрафовал на $25 тыс. В связи с этим 11 августа 2019 года «Реал Солт-Лейк» расторг контракт с Петке.

## Достижения
Как игрока
Командные
 «Ди Си Юнайтед»
- Чемпион MLS (обладатель Кубка MLS): 2004

Индивидуальные
- Участник Матча всех звёзд MLS: 2000, 2001, 2002

Как тренера
Командные
 «Нью-Йорк Ред Буллз»
- Победитель регулярного чемпионата MLS: 2013

## Статистика

### Статистика игрока
| Выступление        | Выступление      | Выступление      | Лига | Лига | Плей-офф | Плей-офф | Кубок | Кубок | ЛЧ КОНКАКАФ | ЛЧ КОНКАКАФ | Итого | Итого |
| Клуб               | Лига             | Сезон            | Игры | Голы | Игры     | Голы     | Игры  | Голы  | Игры        | Голы        | Игры  | Голы  |
| ------------------ | ---------------- | ---------------- | ---- | ---- | -------- | -------- | ----- | ----- | ----------- | ----------- | ----- | ----- |
| Метростарз         | MLS              | 1998             | 27   | 1    | 1        | 0        | 2     | 0     | —           | —           | 30    | 1     |
| Метростарз         | MLS              | 1999             | 25   | 1    | —        | —        | 1     | 0     | —           | —           | 26    | 1     |
| Метростарз         | MLS              | 2000             | 30   | 3    | 5        | 0        | 4     | 0     | —           | —           | 39    | 3     |
| Метростарз         | MLS              | 2001             | 25   | 0    | 3        | 0        | 1     | 0     | —           | —           | 29    | 0     |
| Метростарз         | MLS              | 2002             | 27   | 0    | —        | —        | 2     | 0     | —           | —           | 29    | 0     |
| Метростарз         | Итого            | Итого            | 134  | 5    | 9        | 0        | 10    | 0     | —           | —           | 153   | 5     |
| Ди Си Юнайтед      | MLS              | 2003             | 25   | 3    | 2        | 0        | 3     | 1     | —           | —           | 30    | 4     |
| Ди Си Юнайтед      | MLS              | 2004             | 26   | 1    | 4        | 0        | 1     | 0     | —           | —           | 31    | 1     |
| Ди Си Юнайтед      | MLS              | 2005             | 7    | 1    | —        | —        | —     | —     | 4           | 0           | 11    | 1     |
| Ди Си Юнайтед      | Итого            | Итого            | 58   | 5    | 6        | 0        | 4     | 1     | 4           | 0           | 72    | 6     |
| Колорадо Рэпидз    | MLS              | 2005             | 19   | 0    | 3        | 0        | —     | —     | —           | —           | 22    | 0     |
| Колорадо Рэпидз    | MLS              | 2006             | 26   | 0    | 2        | 0        | 2     | 0     | —           | —           | 30    | 0     |
| Колорадо Рэпидз    | MLS              | 2007             | 24   | 1    | —        | —        | —     | —     | —           | —           | 24    | 1     |
| Колорадо Рэпидз    | MLS              | 2008             | 11   | 2    | —        | —        | —     | —     | —           | —           | 11    | 2     |
| Колорадо Рэпидз    | Итого            | Итого            | 80   | 3    | 5        | 0        | 2     | 0     | —           | —           | 87    | 3     |
| Нью-Йорк Ред Буллз | MLS              | 2009             | 19   | 0    | —        | —        | 1     | 1     | 2           | 0           | 22    | 1     |
| Нью-Йорк Ред Буллз | MLS              | 2010             | 16   | 0    | 0        | 0        | 2     | 0     | —           | —           | 18    | 0     |
| Нью-Йорк Ред Буллз | Итого            | Итого            | 35   | 0    | 0        | 0        | 3     | 1     | 2           | 0           | 40    | 1     |
| Всего за карьеру   | Всего за карьеру | Всего за карьеру | 307  | 13   | 20       | 0        | 19    | 2     | 6           | 0           | 352   | 15    |

Источники: Transfermarkt Архивная копия от 23 декабря 2019 на Wayback Machine, SoccerStats.us Архивная копия от 3 июля 2019 на Wayback Machine

### Статистика тренера
| Команда            | Начало работы   | Окончание работы | Результаты | Результаты | Результаты | Результаты | Результаты |
| Команда            | Начало работы   | Окончание работы | И          | В          | Н          | П          | В %        |
| ------------------ | --------------- | ---------------- | ---------- | ---------- | ---------- | ---------- | ---------- |
| Нью-Йорк Ред Буллз | 24 января 2013  | 7 января 2015    | 82         | 34         | 23         | 25         | 41,46      |
| Реал Монаркс       | 22 декабря 2016 | 28 марта 2017    | 1          | 1          | 0          | 0          | 100        |
| Реал Солт-Лейк     | 29 марта 2017   | 11 августа 2019  | 95         | 39         | 16         | 40         | 41,05      |
| Всего              | Всего           | Всего            | 178        | 74         | 39         | 65         | 41,57      |

Источник: Transfermarkt Архивная копия от 11 июля 2019 на Wayback Machine